# 大阪タワー
大阪タワー（おおさかタワー）は、かつて大阪府大阪市北区大淀南にあった、朝日放送（ABC、現・朝日放送グループホールディングス）の電波塔。ラジオ（高石）、テレビ（生駒山）送信所への中継電波を送信していた他、タクシーや新聞社などの電波中継地点となっていた。地上102メートルのところに2層の展望台があった。
1967年から1989年まで使用されたABCテレビのオープニング映像（通称「未来都市バージョン」）で大阪タワーを中心とした未来都市を描いたイラストが使用されるなど、かつてはABCのシンボル的存在であった。
1968年、当時のABC本社と共に第5回BCS賞を受賞した。

## 特徴

### 形状
大阪タワーの形状は、上から見ると正方形に鋼管を組み上げた構造で、寺院にある五重塔の構造理論を応用して建設したという。東京タワーのような裾広がりのテレビ塔ではなく、ロケット発射台のような真四角のタワーになったのは、用地難のためである（後述）。
当時開発されたばかりの超張力の特殊鋼材を使用し、基礎杭を天満層まで打ち込んで建設された。また、このタワーと生駒山の山頂にあるABCテレビの送信アンテナとの揺れを同調させるために「ヤジロベエ工法」を採用、風洞実験を重ねて、風速90メートルにも耐える剛性を実現した。なお、タワーの塗装は展望台より下は白、上のアンテナ部分は赤と白に塗られていた。

### 機能と開業
総工費は4億円、1966年にABCの旧社屋とほぼ同時期に完成。タワーの名称は一般公募（応募総数約3万通）の中から「大阪タワー」に決定。ラジオとテレビの送信、中継アンテナやタクシーの無線用アンテナ、また大阪府の公害汚染濃度測定器なども設置された。
当時のタワーには日産自動車によるネオンサインが高さ80mから34mの位置に据えられ東側に「ブルーバード」、南側に「セドリック」、北側に「サニー1000」の車名を、西側に「大阪タワー」の名称をそれぞれ縦書きで記し1文字につき最大で縦5.5m・横7mのサイズで赤・白・青への変色機能も設けられ完成当時は日本最大のネオンサインとされた。なお、ABC社屋1階には日産大阪ギャラリーがあった。
地上102メートルに位置する展望台は2階建て。全体の高さは大阪のシンボルである通天閣の103メートル、神戸ポートタワーの108メートル、京都タワーの131メートルを抜いて、高層ビルを除いた展望台のあるタワーとしては解体時点で近畿では最も高い地上約158メートル。その高さは日本の展望台のある電波塔としても、東京タワー（333メートル）、福岡タワー（234メートル）、先に開業した名古屋テレビ塔（180メートル）に次ぎ、国内4位（同じく解体時点での記録）の高さを誇った。なお、大阪タワーの解体後、4位の座はさっぽろテレビ塔（147.2メートル）に譲られ、さらに2011年には東京スカイツリー（634メートル）の完成でこれらのタワーの順位は1つずつ繰り下がっている。
エレベーターは名古屋テレビ塔と同様、三菱製、29人乗り手動扉のエレベーター（1基）で270人の観光客を収容できた。タワー開業と同時に、ABCは関連企業として「大阪タワー株式会社」を発足。大阪の新名所として1日に4,000人の来場者が訪れたが、当時問題であった大気汚染の影響で、展望台からの視界が悪くなった事や、隣接用地に同じく関連企業の高層建造物「ホテルプラザ」（ただし、ホテルプラザの建物の高さは88メートルで大阪タワーよりは幾分低かった）が開業した事もあり、次第に観光客が減少してきた。

## スタジオとしての機能
大阪タワーが再び注目を浴びたのは1979年。展望台の2階に「スカイスタジオ」が設置され、放送が開始されたばかりの朝の情報テレビ番組『おはよう朝日です』が使用した。出演者の背景には淀川など北西方面の実際の空が映し出され、朝の風景は天気はもちろん、眼下に見える阪神高速道路池田線の渋滞や鉄道の動きなどが明確に把握できたほか、時には生放送中に火災などが目撃されることもあり、まったく新しい形のスタジオとして評判を集めた。当時の番組タイトルには大阪タワーのイラストが描かれていたほか、同番組の主題歌「朝（あした）の空」（歌：紙ふうせん）のレコードジャケットには、展望台から撮影された生駒山上に昇る日の出の写真が使われた。
早朝のテレビ番組『おはよう6』でも使用されたことで、一時は朝の時間帯のおよそ2時間半の情報番組がこのスカイスタジオから生放送されていた。スカイスタジオは『おはよう朝日です』が1994年9月まで使用した後、新たに新設された早朝の生情報番組『おはよう天気です』が使用。その後、同番組を刷新した『おはようコールABC』でも2001年9月末まで引き続いて使用された。また、1989年から2年間はABCラジオの午後のワイド番組『パノラマ大放送』で使われたほか、ABC系列のCSテレビ局スカイ・A （現：スカイA）の番組でも使われた。
『おはよう朝日です』の開始以前にも大阪タワーがテレビに登場している。1967年7月放送の『TBS歌のグランプリ』では歌手のフランク永井が出演し、展望台から「大阪ろまん」を熱唱する模様が全国に向けて中継放送された（前述の通り、当時は日産車の名称と「大阪タワー」のネオン看板が縦に書かれていた）。また、同年には特撮テレビドラマ『ウルトラマン』の第26話・第27話「怪獣殿下 前篇・後篇」に大阪タワーが登場し、怪獣・ゴモラを監視する対策本部が設置されたという設定で展望台を用いるロケが行われ、当時の雰囲気がうかがえる映像資料としての側面も持っていた。

## 観光タワーとして
テレビスタジオとして名を馳せた大阪タワーだが、その間も一般観光客の入場に対応していた（営業時間は午前10時 - 午後6時）。開業当時の営業時間は午前9時 - 午後9時。また、かつては元旦に「初日の出営業」も行われていた。
展望台1階部分は営業終了まで全面開放された。ここには送信機などが設置された他、スカイスタジオのラジオ放送ブースが設置される1989年秋までは2階部分も南東部のみ開放されていた。なお、スタジオとの間の部分はガラスで仕切られ、スタジオ部分に入る事はできなかった。
エレベーターは手動扉で、利用者がある場合には受付係員（中高年の男性）が自ら操作して利用者を展望台に案内し、下りる際には展望台のエレベーター前にあるインターホンを押して地上に下りている係員を呼び出すという方式であった。
エレベーター乗り場の横には喫茶「ティーラウンジ」（展望台閉鎖後も営業は続けていた）、この他エレベーター乗り場や「ティーラウンジ」のある低層部のタワー塔屋にはABCトラベルなどの関連会社の事務所があった。なお、スカイスタジオの映像や音声をコントロールする副調整室は隣接するABC本社の中に設置されていた。
この他、ABCの施設ということで、1987年頃まではチケット売場でABCの番組記念品を販売しており、人気番組「新婚さんいらっしゃい!」「おはようパーソナリティ道上洋三です」「ABCヤングリクエスト」などのノベルティグッズを扱っていた。また開業当初は大阪タワーのミニチュアの置物や絵葉書、記念刻印メダルなど、独自商品も販売していた。
利用者に渡される入場券やリーフレットも、地図部分や展望に関する内容が、開業当時やその直後のまま（広告は差し替えられている）で、地図には1990年代に入っても大阪万博会場が書かれていたり、和歌山駅も旧駅名の「東和歌山」と表記されていた。また、スカイスタジオから放送されている番組の紹介も記されていたが、これも放送時間や出演者が変更されないまま配布されており、古さが目立った。
開業当時の入場料は大人120円・子供60円。営業終了時の入場料も大人300円と安く、大阪キタの風景を眺めるのにも適していた。しかし後年は、近くに新梅田シティ、また大阪駅周辺や中之島方面にも大阪タワーより高い高層ビルが完成したため、展望台としての相対的価値は失われていた。もっとも、新梅田シティ完成前から利用者は寡少であった。一般営業を終了する2年前の1996年のタワー入場客は1日数人単位。1年間でも約1,800人にとどまり、5年前（1991年）の半分以下と落ち込んでいた。この当時の東京タワーの入場客数は年間300万人、通天閣は40万人台と、大きく水をあけられていた。

## スタジオの役割を終えて
前述した通り、大阪タワーは入場者が年々減少してきた事に加えて、1994年12月の日本テレビでの郵便爆弾事件などのアクシデントから、放送局への部外者の立ち入り規制が一段と強化された事も追い打ちをかけた。そのため、大阪タワーの一般客開放は1998年9月で終了。その後、展望台部分にはABCロゴのネオンサイン表示を設置した。また、1999年3月には会社組織としての「大阪タワー株式会社」も解散されている。
テレビのスカイスタジオは2001年9月末まで運用され、その後は2004年までは総務省の外郭団体通信・放送機構（TAO）が使用し、「通信放送融合テストベッド事業」の一環で、デジタル化時代に向けた、放送と通信の融合を見据えた番組制作の実験施設として使われた。
2008年にABCが大阪市福島区の新社屋に移転し、電波塔としての機能を終了。終了後は、同じく閉鎖されているホテルプラザと共に解体され、跡地は商業施設か住宅施設になる方針である。なお、現社屋に移転してからは、本社の屋上に設置されている鉄塔から番組の送信を行っている。
解体工事は、2009年9月7日から竹中工務店により行われた。この工事では、鉄塔を下部から解体する工法（「竹中グリップダウン工法」と呼ばれる。通称ダルマ落とし工法）を国内で初めて採用した。この解体工事は2010年初めまで行われた。

## その他

### 急遽建設が決まったタワー
ABCの旧社屋と同時に完成した大阪タワーだったが、当初の予定ではテレビの送信塔は、社屋ビルの屋上に突き出たものが考えられており、基本構想もそのようなものが発表されていた。
しかし、同局の技術部門は「将来の大阪市内のビル高層化を考えると、少なくとも110メートル以上の高さのテレビ塔が必要である」と力説。さらに、局員の中では「通天閣をしのぐ、大阪の新名所を造るべきだ」との意見もあった。
それらを受けて本社屋の設計を変更する事になったが、社屋ビルの上にそれだけの高さのテレビ塔を建設する事が不可能と判明した。このため社屋の南側に大阪タワーを建設することになった。こうした問題からも用地確保は難しく、真四角型のタワーとなった。

### 阪神・淡路大震災と大阪タワー
1995年1月17日に発生した阪神・淡路大震災。発生時刻の午前5時46分は、当時スカイスタジオから放送していた情報番組「おはよう天気です」の生放送開始直後であった。しかしこの時期、大阪タワーはエレベーターの更新・改修工事の期間だったことでスカイスタジオも使えなかったため、同番組も本社のAスタジオから放送していた。
このため「地上102mの展望台で、生放送の番組が巨大地震に遭遇する」という最悪の事態は回避することができた。

### 過去にもあった取り壊し案
1991年、ABCは社屋用地の再開発試案を発表した。その際に、用地の北側にある公園（通称：ABC公園）部分に、22階建て規模の本社機能のある社屋を建設する他、公園などの施設を整備。さらに大阪タワーを取り壊し、跡地に15階建て前後のビルを建設。多目的ホールやアスレチックジム、美術館などが入居した文化ゾーンにするといった構想であった。
これらは1995年を目処に着工し、第一期は1997年、第二期は1998年、そして第三期は2000年に完成させる予定だったが、資金問題（ホテルプラザの閉鎖なども関係した）やデジタル放送の準備などもあり、新社屋の計画は白紙となる。2004年に改めて大阪市福島区福島一丁目の大阪大学医学部付属病院跡地に完成する再開発計画地域（後のほたるまち）に移転する計画が発表された。新社屋からの放送は2008年6月23日に始まった。

### マスメディアでの紹介
- 「探偵!ナイトスクープ」（2006年3月17日放送分）でも当タワーが紹介され、大阪タワー展望台に登りたかった依頼者と探偵である桂小枝が通常、一般には利用しない階段で昇り、展望台内部とスカイスタジオの内部が紹介されていた。
- ABCが新社屋から放送を開始した、2008年6月23日付のスポーツニッポン（大阪版）紙面において、当タワーを「さよなら大阪タワー…“現役引退”役割終え解体へ」の見出しで紹介された。乾・元アナウンサーがインタビューに応じ、「夏は暑く、冬は寒い。エレベータのドアが凍り付いて、階段でスタジオに昇ったこともあった」と証言していた。

## 施設概要
- 所在地：大阪府大阪市北区大淀南二丁目2番49号
- 高さ：158メートル
- 完成：1966年7月1日（朝日放送大淀旧社屋と同時期）
- 設計・施工：大成建設